# Herrarnas barr i gymnastik vid olympiska sommarspelen 2012
Herrarnas barr i gymnastik vid olympiska sommarspelen 2012 avgjordes den 7 augusti 2012 för 9 gymnaster från totalt 6 nationer. De deltagande kvalificerade sig för friståendet genom kvaltävlingen - däremot fick maximalt två gymnaster från samma land kvalificera sig.

## Medaljörer
| Gren           | Guld          | Silver                 | Brons                    |
| Herrarnas barr | Feng Zhe Kina | Marcel Nguyen Tyskland | Hamilton Sabot Frankrike |

## Resultat

### Kval
| Placering | Gymnast              | Nation    | D Score | E Score | Pen. | Totalt | Qual. |
| --------- | -------------------- | --------- | ------- | ------- | ---- | ------ | ----- |
| 1         | Yusuke Tanaka        | Japan     | 6,400   | 9,466   |      | 15,866 | Q     |
| 2         | Kazuhito Tanaka      | Japan     | 6,700   | 9,025   |      | 15,725 | Q     |
| 3         | Feng Zhe             | Kina      | 7,000   | 8,633   |      | 15,633 | Q     |
| 4         | Emin Garibov         | Ryssland  | 6,500   | 9,100   |      | 15,600 | Q     |
| 5         | Kōhei Uchimura       | Japan     | 6,500   | 9,033   |      | 15,533 | -*    |
| 6         | Marcel Nguyen        | Tyskland  | 6,800   | 8,725   |      | 15,525 | Q     |
| 7         | Vasileios Tsolakidis | Grekland  | 6,500   | 8,966   |      | 15,466 | Q     |
| 8         | Daniel Corral        | Mexiko    | 6,600   | 8,833   |      | 15,433 | Q     |
| =9        | Hamilton Sabot       | Frankrike | 6,500   | 8,866   |      | 15,366 | Q     |
| =9        | Zhang Chenglong      | Kina      | 6,500   | 8,866   |      | 15,366 | Q     |
| 11        | Samuel Piasecky      | Slovakien | 6,400   | 8,958   |      | 15,358 | R     |
| 12        | Danell Leyva         | USA       | 6,600   | 8,733   |      | 15,333 | R     |

### Final
| Placering | Gymnast              | Nation    | D Score | E Score | Pen. | Totalt |
| --------- | -------------------- | --------- | ------- | ------- | ---- | ------ |
| 1         | Feng Zhe             | Kina      | 7,000   | 8,966   |      | 15,966 |
| 2         | Marcel Nguyen        | Tyskland  | 6,800   | 9,000   |      | 15,800 |
| 3         | Hamilton Sabot       | Frankrike | 6,700   | 8,866   |      | 15,566 |
| 4         | Kazuhito Tanaka      | Japan     | 6,700   | 8,800   |      | 15,500 |
| 5         | Daniel Corral        | Mexiko    | 6,600   | 8,733   |      | 15,333 |
| =6        | Emin Garibov         | Ryssland  | 6,500   | 8,800   |      | 15,300 |
| =6        | Vasileios Tsolakidis | Grekland  | 6,500   | 8,800   |      | 15,300 |
| 8         | Yusuke Tanaka        | Japan     | 6,400   | 8,700   |      | 15,100 |
| 9         | Zhang Chenglong      | Kina      | 6,300   | 7,508   |      | 13,808 |